# Haduyang
Haduyang is een bestuurslaag in het regentschap Lampung Selatan van de provincie Lampung, Indonesië. Haduyang telt 5993 inwoners (volkstelling 2010).